# Cão-farejador-de-hanôver
Cão-farejador-de-hanôver[Nota] (em alemão:  hannover'scher schweisshund) é uma raça rara fora da Alemanha, seu país de origem. Utilizado primeiramente em matilhas, este cão passou a acompanhar profissionais, como silvicultores couteiros. Podendo atingir os 44 kg, equivale ao santo-humberto francês e ao bloodhund inglês. De adestramento considerado moderado a difícil devido a seu instinto caçador é ainda classificado como afável e calmo, qualidades ideais, que o tornaram um bom cão de companhia.